# نجم من النوع OB

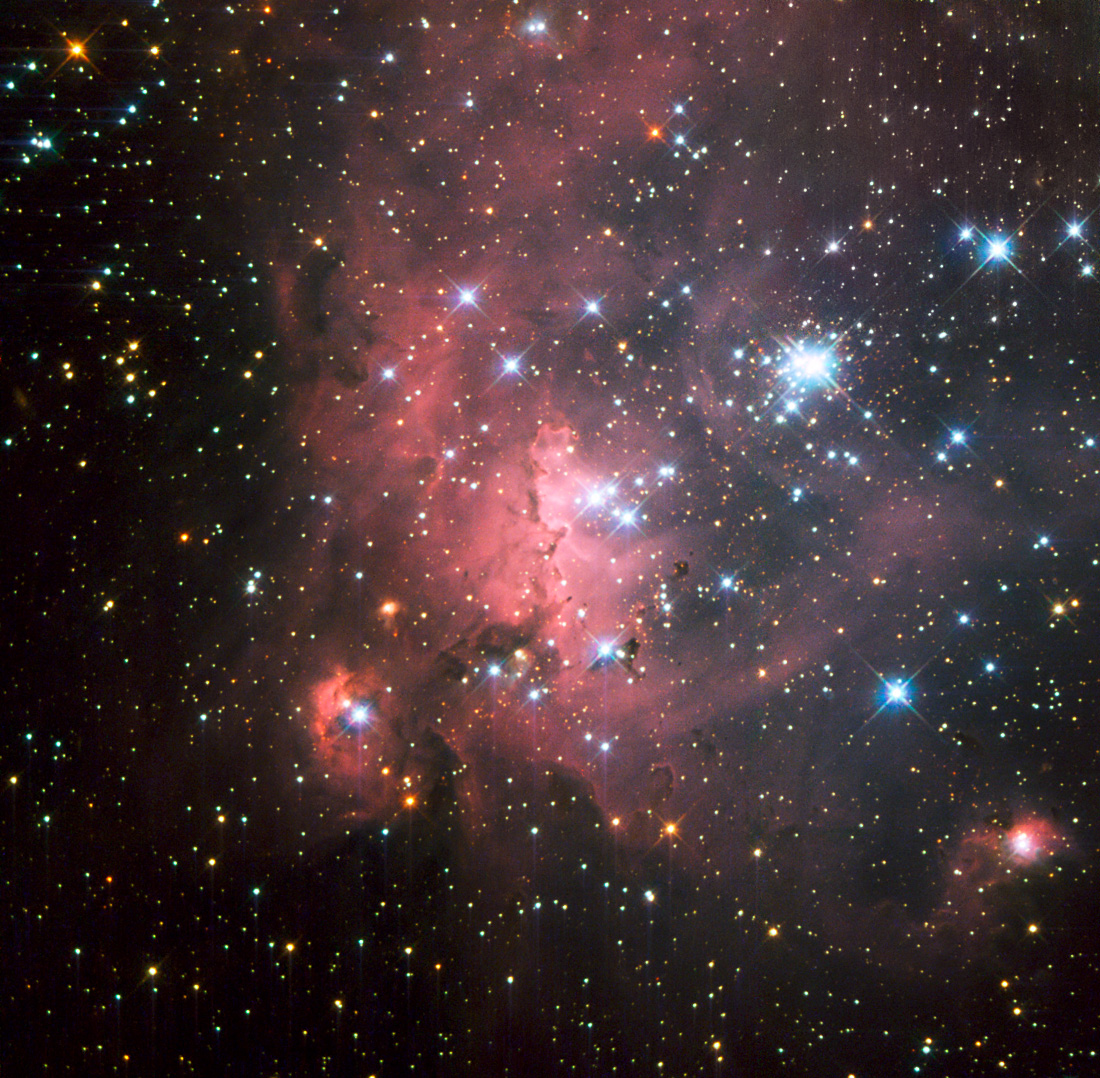
مجموعة ساطعة من نجوم النوع OB في سحابة ماجلان الكبرى.

نجم من النوع OB أو نجم-OB هي نجوم ساخنة وكبيرة الكتلة من الأنواع الطيفية O أو نجوم من النوع المبكر من النوع B على مخطط هرتسبرونغ وراسل. تتشكل نجوم-OB في اتحاد نجمي منظم وحر مكون من 10 إلى 100 نجم ضخم من الأنواع الطيفية O و B، يسمى تجمع نجوم—OB وبالإضافة إلى ذلك، تحتوي هذه التجمعات على مئات أو آلاف النجوم المنخفضة والمتوسطة والكتلة. ويعتقد أن أعضاء هذا التجمع من نفس الحجم وتكونت داخل سحابة جزيئية عملاقة. ويعتقد أن غالبية النجوم في مجرة درب التبانة تشكلت في تجمعات—OB.
نجوم—OB قصيرة الأجل، وبالتالي لا تتحرك بعيدا جدا من مكان تشكلها خلال حياتها، وتنبعث منها كميات هائلة من الأشعة فوق البنفسجية . هذا الإشعاع يأين بسرعة الغاز بين النجوم المحيط بالسحابة الجزيئية العملاقة، ويشكل منطقة هيدروجين II أو كرة عملاقة من أيون الهيدروجين كرة سترومغرن.

## انظر
- علم حركة النجوم
- خصائص النجوم الفيزيائية